# Кудеснерское сельское поселение
Кудесне́рское се́льское поселе́ние (чув. Кӗтеснер ял тӑрӑхӗ) — муниципальное образование в составе Урмарского района Чувашской Республики. Административный центр — деревня Кудеснеры. Поселение образовано законом Чувашской Республики от 24 ноября 2004 года №37 «Об установлении границ муниципальных образований Чувашской Республики и наделении их статусом городского, сельского поселения, муниципального района и городского округа».
Образовано с 1 января 2006 года законом Чувашской Республики от 24 ноября 2004 года №37 «Об установлении границ муниципальных образований Чувашской Республики и наделении их статусом городского, сельского поселения, муниципального района и городского округа». 

В 1927—1994 годах — Кудеснерский сельский Совет народных депутатов Урмарского района. 

В 1991—2005 годах — Кудеснерская сельская администрация Урмарского района Чувашской Республики.

## Состав поселения
В состав сельского поселения входят населённые пункты:
| № | Населённый пункт | Тип населённого пункта          | Население (2015) |
| - | ---------------- | ------------------------------- | ---------------- |
| 1 | Кудеснеры        | Деревня, административный центр | ↘1061            |
| 2 | Избеби           | Деревня                         | ↘288             |
| 3 | Новые Щелканы    | Деревня                         | ↘93              |
| 4 | Старые Щелканы   | Деревня                         | ↘256             |

## Население
| 2010  | 2012  | 2013  | 2014  | 2015  | 2016  | 2017  |
| ----- | ----- | ----- | ----- | ----- | ----- | ----- |
| 1840  | ↘1779 | ↘1735 | ↗1737 | ↘1698 | ↘1670 | ↘1632 |
| 2018  | 2019  | 2020  | 2021  |       |       |       |
| ↘1591 | ↘1535 | ↗1540 | ↘1518 |       |       |       |

## Люди, связанные с поселением
- Алендей Василий Степанович (1919, Кудеснеры, Цивильский уезд — 1989, Чебоксары) — чувашский писатель, прозаик, публицист и критик. Народный писатель Чувашской АССР, награждён орденом Дружбы народов. Автор многочисленных книг.
- Алендей Григорий Тимофеевич[чуваш.] (1903, Кудеснеры,  Цивильский уезд — 1974, Шихазаны, Канашский район) — журналист, писатель, переводчик. Член Союза писателей СССР (1934), участник Великой Отечественной войны[16].
- Андреева Вера Сергеевна (р. 1988, Новые Щелканы, Урмарский район) —  спортсменка. Мастер спорта России по маунтинбайку. Чемпионка Чувашии, неоднократный призёр и победитель первенств и этапов Кубка России среди юниорок, молодёжи, серебряный призёр чемпионатов России (2007, 2008) по кросс-кантри, участница XXIX летних Олимпийских игр (2008) по маунтинбайку[17].
- Захаров Анатолий Титович (р. 1928, Кудеснеры, Урмарский район) — спортсмен, мастер спорта (1970) и мастер спорта СССР международного класса (1978) по самолётному спорту, полковник. Лётчик-испытатель 1-го класса, пятикратный рекордсмен мира по самолётному спорту на самолёте М-2 «Чайка» (1972, 1974). Награждён орденом Трудового Красного Знамени, медалями[18].
- Лукин Сергей Лукич (1922, Старые Щелканы, Цивильский уезд — 1990, Старые Щелканы, Урмарский район) — председатель колхоза имени Мичурина Урмарского района Чувашской АССР, участник Великой Отечественной войны, Герой Социалистического Труда.
- Мамонтов Юрий Александрович (р. 1946, Старые Щелканы, Урмарский район) — преподаватель, организатор образования. В 1975—1985 — преподаватель, заместитель директора, в 1987—2008 — директор Чебоксарского кооперативного техникума. Заслуженный работник образования Чувашской Республики (1996), заслуженный учитель Российской Федерации (2001)[19].
- Николаев Иван Николаевич (ок. 1880, Избеби, Цивильский уезд — 1916, Волынское Полесье) — подпрапорщик, полный Георгиевский кавалер.
- Никоноров Николай Никонорович (р. 1939, Кудеснеры, Урмарский район) — организатор производства, в 1989—1993 — председатель колхоза им. Мичурина Урмарского района, в 1993—1996 — главный инженер управления сельского хозяйства Урмарской районной администрации. Заслуженный инженер сельского хозяйства Чувашской АССР (1982), заслуженный инженер сельского хозяйства РСФСР (1987). Награждён орденом «Знак Почёта»[20].
- Павлов Василий Иванович (р. 1951, Кудеснеры, Урмарский район) — актёр. Работал в Чувашском республиканском театре кукол (1969—1971), с 1971 года в Чувашском государственном театре юного зрителя. Заслуженный артист Чувашской АССР (1987), народный артист Чувашской Республики (2000), заслуженный артист Российской Федерации (2008). Награждён медалью ордена «За заслуги перед Чувашской Республикой»[21].
- Петров Иван Петрович (р. 1934, Кудеснеры, Урмарский район) — передовик производства. Работал трактористом колхоза им. Мичурина Урмарского района (1961—1995). Заслуженный механизатор сельского хозяйства Чувашской АССР (1979), заслуженный механизатор РСФСР (1985). Награждён орденом «Знак Почёта», медалями[22].
- Пчелов Геннадий Алексеевич (р. 1937, Кудеснеры, Урмарский район) — российский аграрий и политик.